# Dois Irmãos das Missões
Dois Irmãos das Missões est une municipalité brésilienne située dans l'État du Rio Grande do Sul.